# برونو نری
برونو نری (به ایتالیایی: Bruno Neri) بازیکن فوتبال و اهل ایتالیا است که از سال ۱۹۳۶ میلادی عضو تیم ملی فوتبال ایتالیا بوده و در ۳ بازی ملی حضور داشته‌است. او در بازی‌های ملی‌اش گلی به ثمر نرساند.
برونو نری آخرین بازی ملی خود را در سال ۱۹۳۷ میلادی انجام داد.